# Hybomitra
Hybomitra is een geslacht uit de familie van de dazen (Tabanidae).

## Soorten
- H. aasa Philip, 1954
- H. aatos Philip, 1941
- H. acuminata (Loew, 1858)
- H. aequetincta (Becker, 1900)
- H. affinis (Kirby, 1837)
- H. agora Teskey et al., 1987
- H. alegrei Dias, 1984
- H. arpadi (Szilady, 1923) - taigaknobbeldaas
- H. astuta (Osten-Sacken, 1876)
- H. astutus (Osten Sacken, 1876)
- H. aterrima (Meigen, 1820)
- H. atrobasis (McDunnough, 1921)
- H. aurilimbus (Stone, 1938)
- H. auripila (Meigen, 1820)
- H. bimaculata (Macquart, 1826) - bosknobbeldaas
- H. borealis (Fabricius, 1781)
- H. brennani (Stone, 1938)
- H. californicus (Marten, 1882)
- H. captonis (Marten, 1882)
- H. caucasi (Szilady, 1923)
- H. caucasica (Enderlein, 1925)
- H. cinctus (Fabricius, 1794)
- H. ciureai (Séguy, 1937) - rosse knobbeldaas
- H. comes (Walker, 1849)
- H. criddlei (Brooks, 1946)
- H. daeckei (Hine, 1917)
- H. decora (Loew, 1858)
- H. difficilis (Wiedemann, 1828)
- H. distinguenda (Verrall, 1909) - gouden knobbeldaas
- H. enigmatica Teskey, 1982
- H. epistates (Osten Sacken, 1878)
- H. erberi (Brauer, 1880)
- H. expollicata (Pandelle, 1883) - zilte knobbeldaas
- H. fattigi Philip, 1966
- H. frenchii (Marten, 1883)
- H. frontalis (Walker, 1848)
- H. frosti Pechuman, 1960
- H. fulvilateralis (Macquart, 1838)
- H. hearlei (Philip, 1936)
- H. hinei (Johnson, 1904)
- H. illotus (Osten Sacken, 1876)
- H. itasca (Philip, 1936)
- H. kaurii Chvala & Lyneborg, 1970 - toendraknobbeldaas
- H. laniferus (McDunnough, 1922)
- H. lasiophthalmus (Macquart, 1838)
- H. laticallus (Philip, 1936)
- H. liorhinus (Philip, 1936)
- H. longiglossa (Philip, 1931)
- H. longipalpis (Krober, 1923)
- H. lundbecki Lyneborg, 1959 - roodsprietknobbeldaas
- H. lurida (Fallen, 1817) - vroege knobbeldaas
- H. luridus (Fallen, 1817)
- H. medeirosi Dias, 1987
- H. media (Krober, 1928)

- H. melanorhina (Bigot, 1892)
- H. mendesi Dias, 1989
- H. micans (Meigen, 1804) - glanzende knobbeldaas
- H. microcephalus (Osten Sacken, 1876)
- H. minusculus (Hine, 1907)
- H. montana (Meigen, 1820) - veldknobbeldaas
- H. morgani (Surcouf, 1912)
- H. muehlfeldi (Brauer, 1880) - veenknobbeldaas
- H. nigricans (Wiedemann, 1828)
- H. nigricornis (Zetterstedt, 1842)
- H. nitidifrons (Szilady, 1914) - bolle knobbeldaas
- H. nudus (McDunnough, 1921)
- H. opacus (Coquillett, 1904)
- H. peculiaris (Szilady, 1914)
- H. pechumani Teskey and Thomas, 1979
- H. pediontis (McAlpine, 1961)
- H. phaenops (Osten Sacken, 1877)
- H. philipi (Stone, 1938)
- H. pilosa (Loew, 1858) - donkere knobbeldaas
- H. polaris (Frey, 1915)
- H. portucalensis Dias, 1985
- H. procyon (Osten Sacken, 1877)
- H. rhombicus (Osten Sacken, 1876)
- H. rupestris (McDunnough, 1921)
- H. sareptana (Szilady, 1914)
- H. sequax (Williston, 1887)
- H. sexfasciata (Hine, 1923)
- H. sexfasciatus (Hine, 1923)
- H. solstitialis (Meigen, 1820)
- H. sonomensis (Osten Sacken, 1877)
- H. susurrus (Marten, 1883)
- H. tamujosoi Schacht & Portillo, 1982
- H. tarandina (Linnaeus, 1758)
- H. tetricus (Marten, 1883)
- H. trepidus (McDunnough, 1921)
- H. trispilus (Wiedemann, 1828)
- H. tropica (Linnaeus, 1758) - grote veldknobbeldaas
- H. typhus (Whitney, 1904)
- H. ukrainica (Olsufjev, 1952)
- H. valenciae (Leclerc, 1957)
- H. vittata (Fabricius, 1794)
- H. zaballosi Portillo, 1988
- H. zonalis (Kirby, 1837)
- H. zygotus (Philip, 1937)